# Sztreptomicin
A sztreptomicin egy 1944-ben felfedezett antibiotikum, a tuberkulózis első, klinikailag is hatásos antibiotikus gyógyszere. Az Actinobacteria közé tartozó Streptomyces griseus nevű baktérium bioszintézisének természetes termékeként fedezték fel. 1952-ig a betegség kezelésére alkalmas egyedüli antibiotikus készítmény volt. (Hazánkban a para-amino-szalicilsav (PAS) volt korábban hozzáférhető kemoterápiás szer.) Gyakran okozott mellékhatásokat, leginkább hallóideg károsodást. Habár már gyorsan, akár az első évben kialakulhat a gyógyszerrezisztencia (ami legnagyobb hátránya), esetenként még a tuberkulózis kezelésére használt különféle gyógyszerkeverékek alkotórészeként alkalmazzák. Egyéb fertőzések gyógyítására szintén bevált (pl. pestis, endokarditisz).